# Janusz Grobel
Janusz Marian Grobel (ur. 21 września 1949 w Niebrzegowie) – polski inżynier i samorządowiec, w latach 1988–1990 i 1994–2018 prezydent Puław.

## Życiorys
Z wykształcenia jest magistrem inżynierem budownictwa lądowego. W 1974 rozpoczął pracę w Lubelskim Przedsiębiorstwie Budownictwa Przemysłowego, następnie w latach 1975–1980 pracował w Biurze Projektów Zakładów Azotowych Puławy. Sprawował wówczas m.in. funkcję wiceprzewodniczącego w Zarządzie Zakładowym Związku Socjalistycznej Młodzieży Polskiej. W 1980 podjął pracę w Urzędzie Miasta w Puławach, był m.in. zastępcą naczelnika oraz zastępcą prezydenta miasta. W latach 80. przez dwie kadencje był przewodniczącym zarządu puławskiego oddziału Społecznego Komitetu Przeciwalkoholowego. Następnie w latach 1990–1991 ponownie pracował w Zakładach Azotowych „Puławy”. W okresie 1991–1994 był zatrudniony w Spółdzielni Mieszkaniowej „Południe”, po czym powrócił do urzędu miasta.
Od 1988 do 1990 pełnił funkcję prezydenta Puław. W 1994 uzyskał mandat radnego Puław i w tym samym roku został wybrany przez radę miejską na prezydenta tego miasta. Reelekcję uzyskiwał w 1998 oraz czterokrotnie w wyborach bezpośrednich: w 2002, 2006, 2010 i 2014 (jako przedstawiciel lokalnego prawicowego komitetu wyborczego).
W 2018 nie został ponownie wybrany, przegrywając w drugiej turze głosowania. Uzyskał natomiast wówczas mandat radnego miejskiego.